# Демографічна статистика

Демографічна карта Європи

Демографічна статистика (англ. Demographic statistics) — окрема галузь статистичної науки і складова частина системи демографічних наук. Засновником демографічної статистики і власне демографії заведено вважати Джона Граунта (1620—1674) — британського купця і вченого.

## Етимологія назви
Етимологія конструкції назви складається з двох слів: «демографія» (дав.-гр. δήμος — народ та лат. graphe — письмо, описання) і «статистика» (нім. Statistik, від італ. stato, лат. status — держава).

## Суть демографічної статистики
Демографічна статистика займається проблемами збору, систематизації, накопичення, викладу та аналітики даних, що характеризують чисельність, склад, рух та розміщення населення. Це може стосуватися, як населення окремої країни (регіону, області, району, міста), так і планети загалом. Демографічна статистика вивчає також природний рух населення на основі оцінки таких показників, як народжуваність, смертність, кількість сімей, кількість укладених шлюбів і їх середня тривалість, кількість розлучень, обсяги переміщення (міграції) населення тощо. Для оцінки кількісних та якісних характеристик демографічних показників в динаміці демографічна статистика використовує різні методичні прийоми та засобі збору, оцінки та візуалізації результатів відповідної аналітики.

| Стать | Всього | До 15 років | 15-24 | 25-44 | 45-64 | 65-85 | Понад 85 |
| --- | ------ | ----------- | ----- | ----- | ----- | ----- | -------- |
| Чоловіки | 152    | 28          | 16    | 52    | 32    | 20    | 4        |
| Жінки | 156    | 40          | 12    | 48    | 28    | 16    | 12       |
| \| Статево-вікова піраміда \| Статево-вікова піраміда \| Статево-вікова піраміда \| \| ----------------------- \| ----------------------- \| ----------------------- \| \| Чоловіки \| Вік \| Жінки \| \| 4 \| 85 + \| 12 \| \| 0 \| 80-84 \| 0 \| \| 0 \| 75-79 \| 4 \| \| 12 \| 70-74 \| 12 \| \| 8 \| 65-69 \| 0 \| \| 8 \| 60-64 \| 0 \| \| 8 \| 55-59 \| 16 \| \| 4 \| 50-54 \| 12 \| \| 12 \| 45-49 \| 0 \| \| 16 \| 40-44 \| 8 \| \| 20 \| 35-39 \| 24 \| \| 8 \| 30-34 \| 12 \| \| 8 \| 25-29 \| 4 \| \| 8 \| 20-24 \| 4 \| \| 8 \| 15-20 \| 8 \| \| 16 \| 10-14 \| 0 \| \| 8 \| 5-9 \| 20 \| \| 4 \| 0-4 \| 20 \| |        |             |       |       |       |       |          |
| Статево-вікова піраміда |        |             |       |       |       |       |          |
| Чоловіки | Вік    | Жінки       |       |       |       |       |          |
| 4 | 85 +   | 12          |       |       |       |       |          |
| 0 | 80-84  | 0           |       |       |       |       |          |
| 0 | 75-79  | 4           |       |       |       |       |          |
| 12 | 70-74  | 12          |       |       |       |       |          |
| 8 | 65-69  | 0           |       |       |       |       |          |
| 8 | 60-64  | 0           |       |       |       |       |          |
| 8 | 55-59  | 16          |       |       |       |       |          |
| 4 | 50-54  | 12          |       |       |       |       |          |
| 12 | 45-49  | 0           |       |       |       |       |          |
| 16 | 40-44  | 8           |       |       |       |       |          |
| 20 | 35-39  | 24          |       |       |       |       |          |
| 8 | 30-34  | 12          |       |       |       |       |          |
| 8 | 25-29  | 4           |       |       |       |       |          |
| 8 | 20-24  | 4           |       |       |       |       |          |
| 8 | 15-20  | 8           |       |       |       |       |          |
| 16 | 10-14  | 0           |       |       |       |       |          |
| 8 | 5-9    | 20          |       |       |       |       |          |
| 4 | 0-4    | 20          |       |       |       |       |          |

## Історія

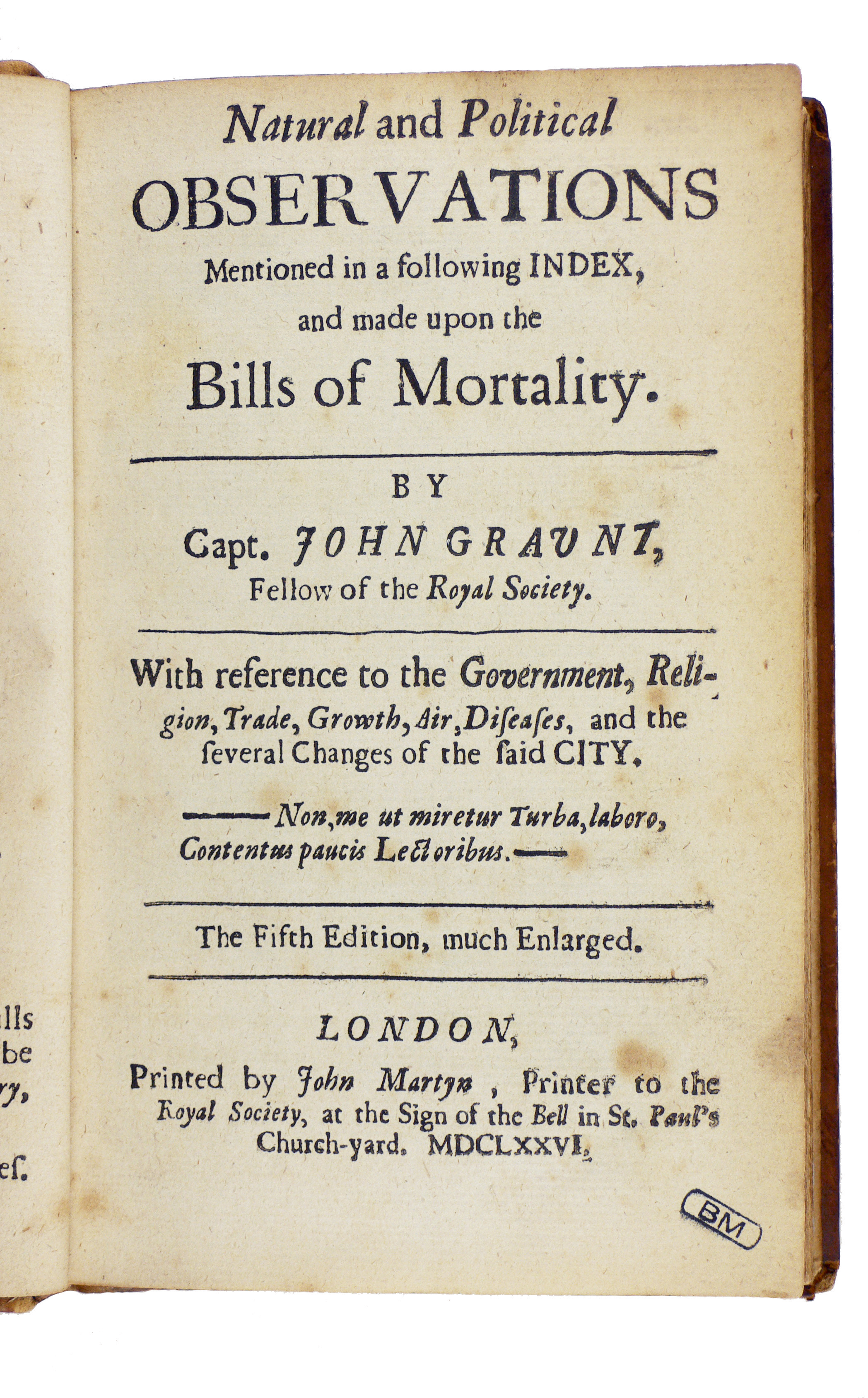
Обкладинка монографії Дж. Граунта, 1676.